# Wilhelm Gideon
Wilhelm Friedrich Franz Hermann Gideon (* 15. November 1898 in Osternburg; † 23. Februar 1977 in Oldenburg) war ein deutscher SS-Hauptsturmführer und Kommandant des Konzentrationslagers Groß-Rosen.

## Werdegang
Gideon begann nach seiner Schulzeit eine Ausbildung zum Maschinenbauer, die er jedoch nach Ausbruch des Ersten Weltkrieges abbrach, um als Freiwilliger Kriegsdienst zu leisten. Ab 1919/20 war er bei der Oldenburgischen Glashütte beschäftigt und ab 1932 als Vertreter bei Verlagen.
Nach der „Machtergreifung“ durch die Nationalsozialisten trat Gideon 1933 der SS (SS-Nummer 88.569) bei. Gideon, der SS-Führer des Verwaltungsdienstes wurde, übernahm ab 1934 zunächst ehrenamtlich die Verwaltung der 9. SS-Reiterstandarte in Oldenburg und ab Anfang März 1939 hauptberuflich die Verwaltung der 88. SS-Standarte in Bremen. Am 18. Juni 1937 beantragte er die Aufnahme in die NSDAP und wurde rückwirkend zum 1. Mai desselben Jahres aufgenommen (Mitgliedsnummer 4.432.258). Einige Wochen nach Beginn des Zweiten Weltkrieges kam Gideon als SS-Untersturmführer der Reserve der SS-Totenkopfdivision zum Fronteinsatz und wurde Anfang Januar 1942 bei Demjansk verwundet.
Nach einem Lazarettaufenthalt wurde Gideon Ende Januar 1942 der Inspektion der Konzentrationslager zugeteilt und von dort ab Mitte Februar 1942 als Verwaltungsleiter im KZ Neuengamme eingesetzt. Durch Oswald Pohl wurde Gideon als Lagerkommandant ab Mitte September 1942 im KZ Groß-Rosen eingesetzt und löste auf diesem Posten Arthur Rödl ab. Als Verwaltungsfachmann in dieser Position bildete Gideon eine absolute Ausnahme und zeigte sich während seiner Kommandantur der Aufgabe nicht gewachsen. Er trat im Lager kaum in Erscheinung, war häufig betrunken und galt bei seinen Untergebenen als nicht durchsetzungsfähig. Aus diesen Gründen wurde er im Oktober 1943 von Johannes Hassebroek als Lagerkommandant abgelöst. Anschließend wurde Gideon Verwaltungsführer des Höheren SS- und Polizeiführers in Dänemark Günther Pancke und blieb in dieser Funktion bis Kriegsende.
Nach Kriegsende leugnete Gideon während seiner ersten Vernehmung Ende Mai 1947 Dienst bei der Lager-SS verrichtet zu haben. Im Rahmen eines Spruchkammerverfahrens wurde er entnazifiziert. Gegen Gideon, der wieder nach Oldenburg zurückkehrte, wurde in Hannover ein Ermittlungsverfahren eingeleitet und 1962 eingestellt.